# Tiruvidaimarudur (Taluk)
Der Taluk Tiruvidaimarudur (Tamil: திருவிடைமருதூர் வட்டம்; auch Thiruvidaimarudur) ist ein Taluk (Subdistrikt) des Distrikts Thanjavur im indischen Bundesstaat Tamil Nadu. Hauptort ist die namensgebende Stadt Tiruvidaimarudur. Der Taluk Tiruvidaimarudur hat rund 230.000 Einwohner.

## Geografie
Der Taluk Tiruvidaimarudhur liegt im Kaveri-Delta im Distrikt Thanjavur. Das Gebiet des Taluks wird im Norden vom Kollidam, dem nördlichsten Mündungsarm des Kaveri-Flusses, begrenzt und wird von mehreren in West-Ost-Richtung fließenden Mündungsarmen des Kaveri durchflossen. Von Norden nach Süden sind dies der Manniyar, der Palavar, der Kaveri-Hauptarm, der Veeracholan und der Nattar.
Tiruvidaimarudur ist der östlichste Taluk des Distrikts Thanjavur. Er grenzt im Südwesten an den Taluk Kumbakonam (Distrikt Thanjavur), im Nordwesten an den Taluk Udaiyarpalayam (Distrikt Ariyalur), im Norden an den Taluk Kattumannarkoil (Distrikt Cuddalore) und im Osten an die Taluks Mayiladuthurai und Kuthalam (beide Distrikt Mayiladuthurai).

## Bevölkerung
Nach der Volkszählung 2011 hat der Taluk Tiruvidaimarudur 231.151 Einwohner. 26 Prozent der Bevölkerung lebt in Städten, 74 Prozent in ländlichen Gebieten. 88 Prozent der Einwohner des Taluks Tiruvidaimarudur sind Hindus, 9 Prozent sind Muslime und 3 Prozent Christen. Die Hauptsprache ist, wie in ganz Tamil Nadu, das Tamil, das nach der Volkszählung 2001 von 98 Prozent der Bevölkerung als Muttersprache gesprochen wird.

## Städte und Dörfer
Zum Taluk Tiruvidaimarudur gehören die folgenden Orte (in Klammern die Einwohnerzahlen nach der Volkszählung 2011):
Städte:
- Aduthurai	(11.705)
- Tirubuvanam (14.989)
- Tiruppanandal (11.169)
- Tiruvidaimarudur (14.786)
- Veppathur (7.949)

Dörfer:
| - Anakudi (1.653) - Aralur (1.781) - Athipakkam (2.558) - Baskararajapuram (556) - Chidambaranathapuram (2.868) - Govindapuram (2.569) - Irumoolai (1.350) - Kadiramangalam (6.403) - Kanjanur (1.906) - Kannarakudi (1.399) - Karuppur (2.295) - Kattanagaram (623) - Kavanur (1.665) - Keelamanakudi (1.091) - Keelasooriyamoolai (1.647) - Kilamandur (2.983) - Koilramapuram (2.059) - Kondasamudram (1.086) | - Koothanur (1.309) - Kottur (1.566) - Kulasekaranallur (3.021) - Kunathalapadi (856) - Kurichi (2.269) - Mahadanapuram (1.520) - Maharajapuram (3.378) - Maharajapuram (1.386) - Manalur (2.594) - Manambadi (1.757) - Manikudi (1.777) - Manjamalli (5.422) - Marathurai (2.131) - Mavuthiruppu (2.004) - Melaiyur (2.828) - Melakattur (2.150) - Mullangudi (3.269) - Mullukudi (2.328) | - Narasingampettai (5.342) - Narikudi (1.208) - Neikuppai (2.287) - Neivasal (982) - Pandanallur (4.680) - Parithikudi (2.115) - Puthur (1.870) - S. Pudur (2.942) - Sarabojirajapuram (2.178) - Sathanur (993) - Sathanur (3.761) - Sayanapuram (1.076) - Senganur (1.784) - Serugudi (2.219) - Sikkalanayakkanpettai (1.740) - Sivapurani (797) - Sooriyamoolai (1.409) - Sooriyanarkoil (1.848) | - Thepperumanallur (10.020) - Thittacheri (1.812) - Thugili (2.210) - Tirukodikaval (1.997) - Tirulogi (2.963) - Tirumandurai (1.080) - Tirumangaicheri (1.859) - Tirumangalagudi (7.356) - Tiruneelakudi (1.725) - Tiruvalliangudi (1.299) - Tiruvisanallur (2.877) - Tiruvisanallurpandarvadai (783) - Ukkarai (2.960) - Umamahesharapuram (3.517) - Vannikudi (1.583) - Veerakkan (3.005) - Velur (1.845) - Vinayagantheru (3.551) |

## Sehenswürdigkeiten

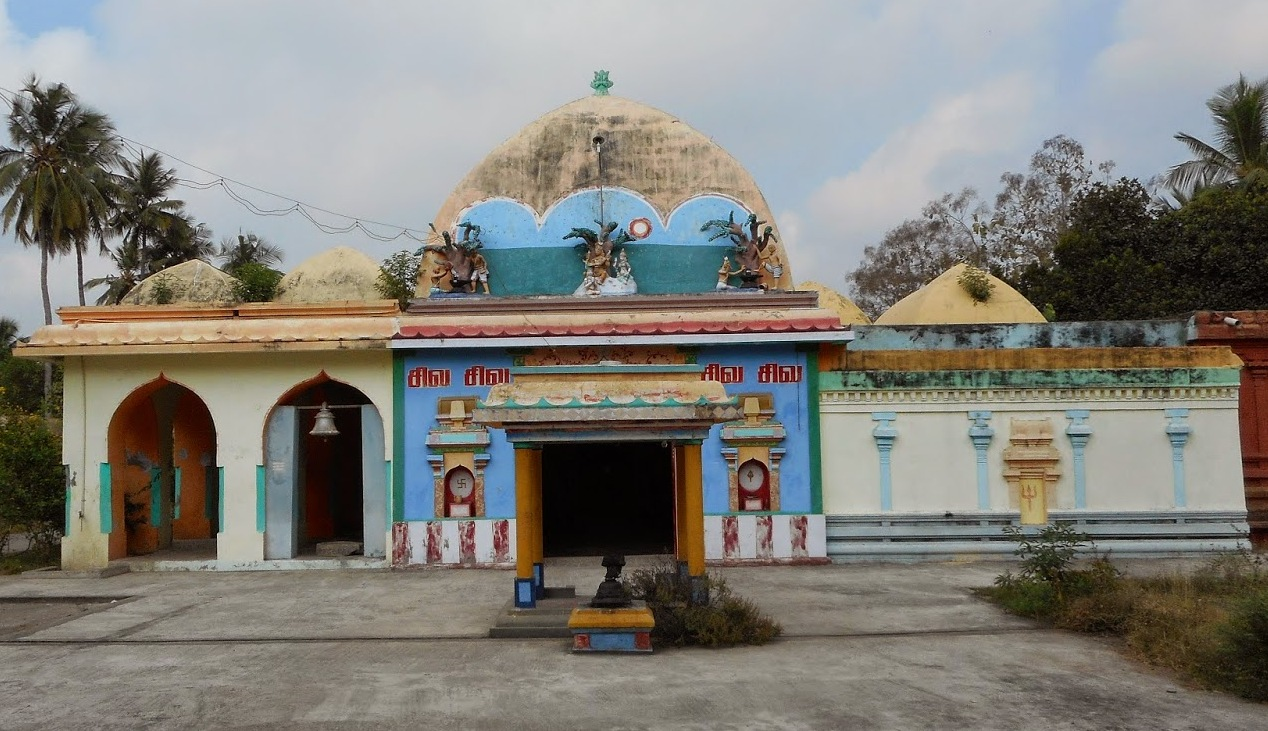
Der Tempel von Tiruvayppadi

Das Kaveri-Delta, zu dem der Taluk Tiruvidaimarudur gehört, ist eine kulturgeschichtlich reiche Region mit einer hohen Dichte an bedeutenden Hindutempeln. Aus architektonischer Sicht ist der aus dem späten 12. Jahrhundert stammende Kampaharesvara-Tempel von Tirubuvanam hervorzuheben. Er gehört zu den bedeutendsten Bauwerken der Chola-Architektur. Aber auch in vielen anderen Städten und Dörfern des Taluks Tiruvidaimarudur finden sich zahlreiche alte Hindutempel. Allein 12 der 274 heiligen Orte des tamilischen Shivaismus (Padal Petra Sthalams) befinden sich in dem Taluk. Dies sind die Tempel von Pandanallur, Kanjanur, Tirukodikaval, Tirumangalagudi, Tiruppanandal, Tiruvayppadi, Senganur, Tirundudevankudi, Tiruvisainallur, Tiruvidaimarudur, Aduthurai und Tiruneelakudi. In Tiruvalliyangudi befindet sich zudem eines der 108 vishnuitischen Heiligtümer (Divya Desams).
Zudem befinden sich im Taluk Tiruvidaimarudur zwei der neun Navagraha-Tempel, einer Gruppe von Tempeln, die den hinduistischen Planetengottheiten geweiht sind. Diese sind der Tempel von Sooriyanarkoil, in dem die personifizierte Sonne (Surya) verehrt wird, sowie der Shiva-Tempel von Kanjanur, welcher einen Nebenschrein für den Venus (Shukra) beherbergt.